# 6905 Міядзакі
6905 Міядзакі (6905 Miyazaki) — астероїд головного поясу, відкритий 15 жовтня 1990 року.
Тіссеранів параметр щодо Юпітера — 3,342.